# Coenagrion scitulum
Coenagrion scitulum là loài chuồn chuồn trong họ Coenagrionidae. Loài này được Rambur mô tả khoa học đầu tiên năm 1842.

## Hình ảnh

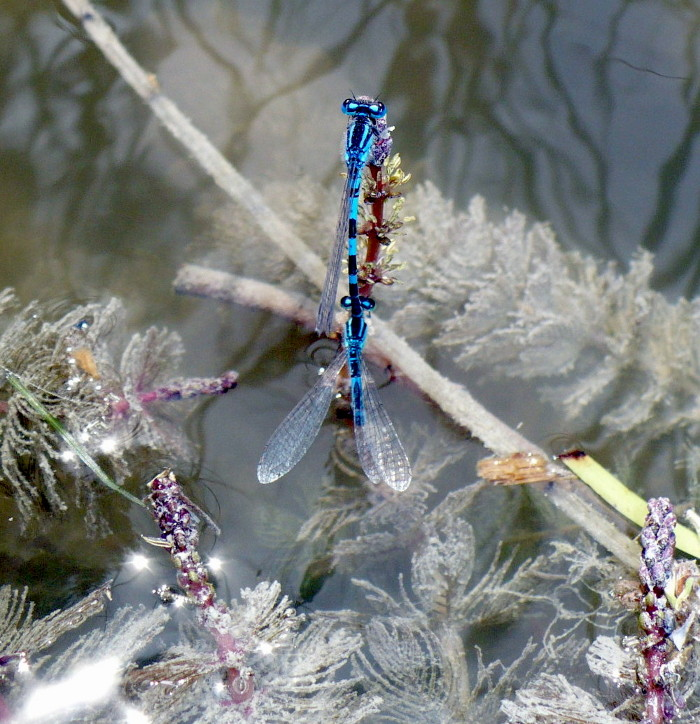
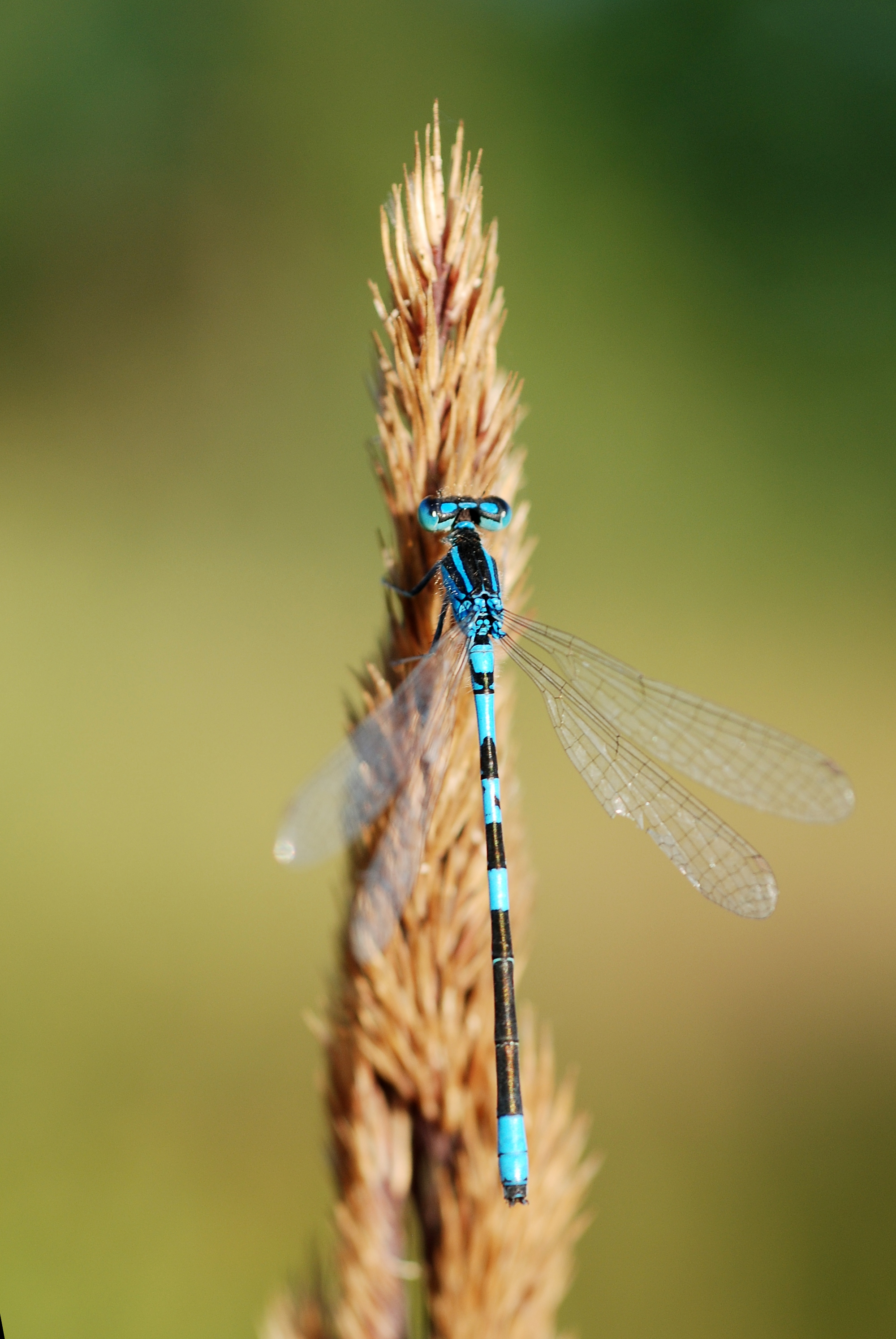
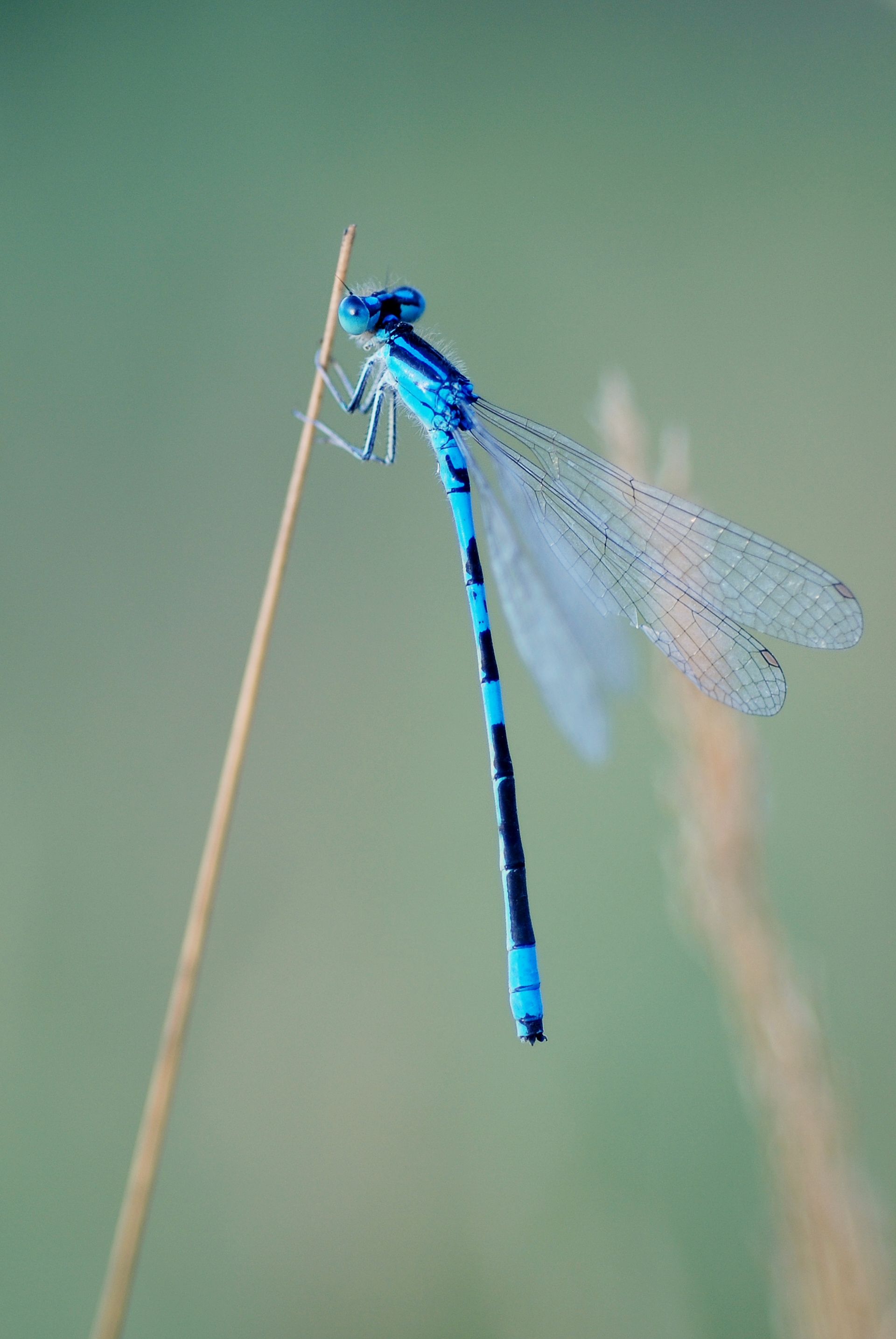
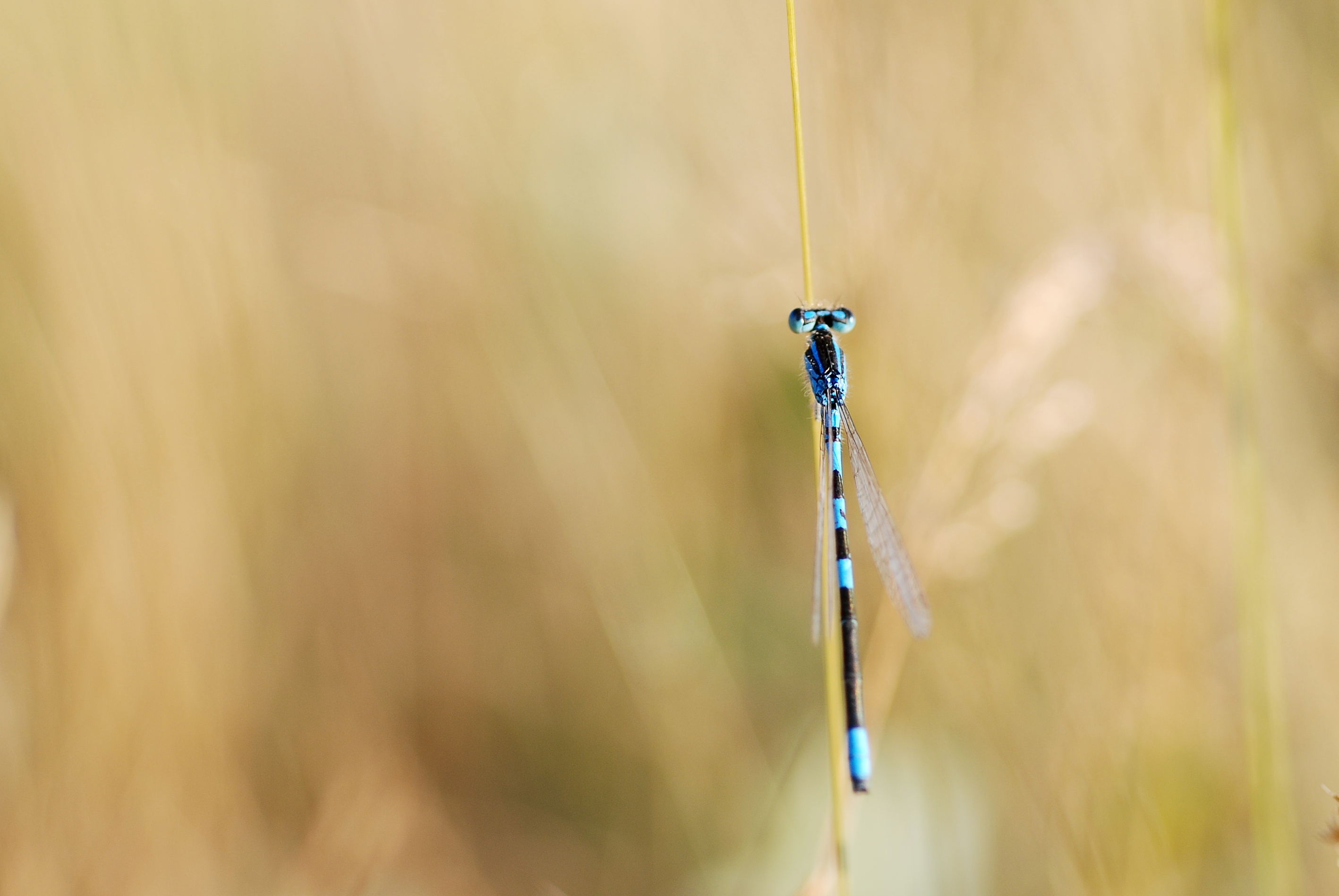